# Westerse Bos
Westerse Bos est un hameau situé dans la commune néerlandaise d'Emmen, dans la province de Drenthe. Le 1er janvier 2004, le hameau comptait 100 habitants. Le hameau dépend du village de Schoonebeek.
Les trois hameaux Middendorp, Oosterse Bos et Westerse Bos forment le noyau historique du village de Schoonebeek.